# Pseudofabriciola filamentosa
Pseudofabriciola filamentosa är en ringmaskart som först beskrevs av Francis Day 1963.  Pseudofabriciola filamentosa ingår i släktet Pseudofabriciola och familjen Sabellidae. Inga underarter finns listade i Catalogue of Life.